# Michalina Jagodzińska
Michalina Jagodzińska est une joueuse de volley-ball polonaise née le 23 août 1984. Elle mesure 1,67 m et joue au poste de libero. 

## Clubs
| Club                     | De        | À         |
| ------------------------ | --------- | --------- |
| Pałac Bydgoszcz          | 2003-2004 | 2005-2006 |
| TPS Rumia                | 2006-2007 | 2010-2011 |
| Jadar Politechnika Radom | 2011-2012 | 2011-2012 |
| Wieżyca 2011 Stężyca     | 2012-2013 | 2012-2013 |
| VK Spišská Nová Ves      | 2013-2014 | 2014-2015 |
| KV MŠK Oktan Kežmarok    | 2015-2016 | 2015-2016 |
| BVK Bratislava           | 2016-2017 | 2016-2017 |
| KS AZS Gliwice           | 2017-2018 | 2017-2018 |
| KV MŠK Oktan Kežmarok    | 2018-2019 | …         |

## Palmarès
- Coupe de Slovaquie
  - Finaliste : 2015.
- Championnat de Slovaquie
  - Finaliste : 2015, 2017.